# Senhora de Oliveira
Senhora de Oliveira é um município brasileiro do estado de Minas Gerais. Sua população recenseada em 2022, pelo IBGE, é de 5.483 habitantes.

## História
Os primeiros habitantes que ocuparam a região onde hoje se localiza o município de Senhora de Oliveira foram os indígenas puris e boruns, antigamente classificados como Carijó, Cataguá e Botocudo.
Os encontros entre as populações indígenas e colonizadores ocorreram como conseqüência das várias expedições bandeirantes que passaram pela região do Rio Piranga no final do século XVII à procura de ouro.
No ano de 1692, o coronel João Amaro Maciel Parente, filho do mestre de campo Estevão Ribeiro Baião Parente, governador da Arma da Conquista da Bahia, foi designado para estabelecer uma base de operações na Região do Guarapiranga. Estabeleceu-se na região do rio a que deu o nome de São Miguel. Fundou uma fazenda e um engenho e deu início a fundação do Arraial. 
Em 1694, foi edificada nesse local uma capela sob a invocação de Nossa Senhora da Conceição. Concluída e inaugurada em 1695 e, reconstruída e ampliada, tornar-se-ia a Igreja Matriz de Nossa Senhora da Conceição de Guarapiranga. 
O ouro na região já tinha sido descoberto, e já vinha sendo garimpado, desde de 1696, porém, só foi manifestado oficialmente Em 1704, pelo sertanista João da Siqueira Afonso, no córrego das almas. A partir daí muitos, garimpeiros, aventureiros, e desbravadores viriam a ocupar a região. O arraial de Guarapiranga, atual Piranga, cresceu exponsialmente.
Durante a primeira metade do século XVIII Guarapiranga seria pródiga em matéria de exploração aurífera. A partir de 1750, intensifica-se a ocupação rural ao redor da freguesia de Guarapiranga. Inúmeras Cartas de Sesmaria foram concedidas nessa época, dentre elas uma foi concedida ao Padre Jose Dias de Siqueira, datada de 17 de julho de 1764. Por essa Carta de Sesmaria nas paragens da Cachoeira Grande seria fundada a Fazenda da Oliveira. A 25 de outubro de 1758, o mesmo Padre José Dias recebeu uma ajuda para edificar uma capela na Fazenda da Oliveira, sob a invocação de Nossa Senhora da Conceição, que acabaria sendo chamada, por simplificação, de Capela da Oliveira ou da Senhora da Oliveira.
Os primeiros fazendeiros que formaram o povoado de Nossa Senhora da Oliveira foram: Justiniano da Cunha Pereira, Alferes Cláudio José de Miranda, João Batista Pereira, Alferes José Inácio da Silva Araújo, Manoel Coelho de Magalhães, Antônio Francisco de Paiva, Antônio Soares Pereira, Domingos Henriques Pereira, Manoel Silvério de Mello, Thomaz Rodrigues Milagres e Antônio Rodrigues. Todos construindo em volta da dita Fazenda Oliveira.
A partir de 1825 o povoado inicia seu período de crescimento, o Distrito da Capela de Nossa Senhora da Oliveira contava com um total de 839 habitantes e 87 fogos, desse total, 470 seriam pessoas livres e 369 escravos.
Pela lei provincial nº 1.030, de 6 de julho de 1859, seria elevada à condição de Freguesia e sede da Paróquia com o nome de Nossa Senhora de Oliveira. Pertencendo, ainda, a  Piranga.
Em 1923, teve seu nome alterado para Piraguara, palavra de origem tupi-guarani, que significa peixe-vermelho. A sua emancipação viria apenas em 12 de dezembro de 1953, através da Lei 1.039, passando a chamar Senhora de Oliveira.

## Geografia
Sua população estimada em 2004 era de 5.927 habitantes.
Conforme a classificação geográfica mais moderna (2017) do IBGE, Senhora de Oliveira é um município da Região Geográfica Imediata de Conselheiro Lafaiete, na Região Geográfica Intermediária de Barbacena.

## Comunicação
O assunto comunicação, história e cultura de Senhora de Oliveira é abordado na tese de mestrado intitulada Linguagem, Oralidade e Comunicação Local: O Alto-Falante na Comunidade Mineira de Senhora de Oliveira, defendida por Víviam Lacerda de Souza em 2008, pela Universidade São Marcos.
Também o assunto é abordado no artigo científico O alto-falante: comunicação e tradição cultural (Senhora de Oliveira, Minas Gerais), publicado pela Revista Internacional de Folkcomunicação.

## Política

### Prefeitos
| Prefeito                                           | Partido | N° de votos                                                    | Período               |
| -------------------------------------------------- | ------- | -------------------------------------------------------------- | --------------------- |
| Edgard Alfenas(Sodiga)                             |         |                                                                | 1955-1958             |
| Thome da Silva Araujo                              |         |                                                                | 1959-1962             |
| Edgard Alfenas(Sodiga)                             |         |                                                                | 1963-1966             |
| Jose Luis de Senna Pereira(Zé de Senna)            |         |                                                                | 1967-1970             |
| José Geraldo Alfenas(Zé de Sodiga)                 |         |                                                                | 1970-1972             |
| Jose Maria da Silva (Zé Maria)                     |         |                                                                | 1973-1976             |
| Osvaldo Heleno ( Vavá)                             |         |                                                                | 1977-1982             |
| José Francisco Rodrigues Reis(Zé Reis)             | PDS     | 1314 votos-45%                                                 | 1983-1988             |
| Osvaldo Heleno (Vavá)                              | PDS     | 1639 votos-46%                                                 | 1989-1992             |
| Sebastião Araújo de Oliveira (Tião)                | PDS     | 1137 votos-37%*                                                | 1993-1996             |
| Osvaldo Heleno (Vavá)                              | PSDB    | 1823 votos-52%                                                 | 1997-2000             |
| Rinaldo Ivo Rodrigues Milagres                     | PL      | 2107 votos-58%                                                 | 2001-2004             |
| Sebastião Araújo de Oliveira (Tião)                | PDT     | 2121 votos-54%                                                 | 2005-2008             |
| Sebastião Araújo de Oliveira (Tião)                | PDT     | 2143 votos-50%                                                 | 2009-2012             |
| Ricardo Silvino Rodrigues Milagres                 | PR      | 2422 votos-51%                                                 | 2013-2016             |
| Ricardo Silvino Rodrigues Milagres                 | PR      | 2780 votos-56%                                                 | 2017-2020             |
| José Aureliano da Silva (Zé Nozinho )              | PL      | 2534 votos-54%                                                 | 2021-12/09/2024       |
| Júlio César de Oliveira (Julinho do João do Pedro) | PL      | Assumiu devido falecimento do Prefeito José Aureliano da Silva | 12/09/2024-01/01/2025 |
| Ricardo Silvino Rodrigues Milagres                 | PL      | 2541 votos-50,3%                                               | 2025-2028             |